# Bahrain i olympiska sommarspelen 1996
Bahrain deltog i de olympiska sommarspelen 1996 med en trupp bestående av fem deltagare, men ingen av landets deltagare erövrade någon medalj.

## Friidrott
Herrarnas 110 meter häck
- Fawaz Ismail Johar